# Parafia św. Franciszka z Asyżu w Okole
Parafia św. Franciszka w Okole-Pętkowicach – parafia Kościoła Polskokatolickiego w RP, położona w dekanacie kieleckim diecezji krakowsko-częstochowskiej. 

## Historia
Parafia św. Franciszka w Okole została założona w 1929 przy współudziale działaczy ruchu ludowego na tle sporu z biskupem rzymskokatolickim o przydział księdza dla pobudowanego przez parafian kościoła. Wobec braku zgody na taki przydział część parafian wstąpiła do Polskiego Narodowego Kościoła Katolickiego (ob. Kościół Polskokatolicki w RP). Parafia posiada plebanię i cmentarz.
12 września 1976 bp Tadeusz Majewski dokonał poświęcenia aktualnie użytkowanego budynku sakralnego. Od 2019 roku proboszczem parafii jest ks. dziek. Paweł Walczyński z Ostrowca Świętokrzyskiego.
W 1954 parafia liczyła 1500 osób, a dziesięć lat później około 900 osób. Obecnie liczba wiernych jest oczywiście mniejsza, a wierni pochodzą z miejscowości: 
- Lipsko
- Okół
- Pętkowice
- Skarbka
- Wólka Pętkowska

Kilka lat temu zorganizowano w Okole kaplicę rzymskokatolicką, będącą filią parafii Świętej Teresy od Dzieciątka Jezus w Pętkowicach.